# Korbeek-Lo
Korbeek-Lo est une section de la commune belge de Bierbeek située en Région flamande dans la province du Brabant flamand. C'était une commune à part entière avant la fusion des communes de 1977.

## Étymologie
On trouve aussi les formes Corbeek-Loo, Corbeke-over-Loe et Cortbeeke.

## Évolution démographique
- Sources : INS, Rem. : 1831 jusqu'en 1970 = recensements, 1976 = nombre d'habitants au 31 décembre.

## Histoire

### Paroisse de Korbeek-Lo
En 1481, l'abbé Thierry van Tuldel acquit, pour le compte de l'abbaye de Parc, la paroisse de Corbeek-Loo avec son église Sainte-Croix, auprès des moines bénédictins de l'abbaye de Saint-Trond. En 1503, le pape Jules II incorpora cette paroisse au sein de l'abbaye de Parc, qui obtint de surcroît le privilège d'y nommer un religieux sans la permission de l'évêque ni de quiconque. En 1687, l'abbé Philippe van Tuycom construisit le chœur de l'église. En 1715, son successeur Paul de Bruyn rebâtit la nef, et, plus tard, l'abbé Alexandre Slootmans le presbytère.

### Première guerre mondiale
Le 26 août 1914, l'armée impériale allemande exécute 16 civils et détruit 132 bâtiments lors des atrocités allemandes commises au début de l'invasion.